# Страна глухих
«Страна глухих» — художественный фильм режиссёра Валерия Тодоровского. Снят по мотивам повести Ренаты Литвиновой «Обладать и принадлежать». Картина была включена в список 100 главных русских фильмов по версии журнала «Афиша».

## Сюжет
Девушка Рита переживает трудные времена: её молодой человек Алёша, заядлый игрок в рулетку, задолжал огромную сумму денег, и теперь его жизнь, как и жизнь Риты, висит на волоске. Во время встречи с его кредитором в его ресторане Алёша уходит так и не вернувшись, оставив свою девушку наедине с заимодавцем. Уходя, Рита случайно знакомится с глухой танцовщицей ресторана по имени Яя, которая спасает девушку от погони. Яя, несмотря на то, что является полностью глухой, хорошо понимает слышащих людей. Она уговаривает Риту забыть своего любимого и убеждает в том, что все мужчины — подлецы и жить надо только для себя.
С тех пор девушки постоянно проводили время вместе и стали лучшими подругами. Яя учит Риту жестовому языку и рассказывает ей о своей мечте — накопить много денег и уехать в «Страну глухих», где она, как и подобные люди, смогут жить, абсолютно ни в чём себе не отказывая. Слышащей Рите поначалу чужда эта идея, но всё же она её поддерживает. Подруги пытаются зарабатывать проституцией, но неудачно. Вскоре Яя знакомит подругу с лидером банды глухих Свиньёй, которому понравилась Рита. Спустя некоторое время мужчина предлагает ей работу — быть его «ушами»: Рита должна играть роль глухой жены Свиньи и предупреждать его об опасности. Так она спасает ему жизнь во время встречи с недобросовестными партнёрами.
Однажды Рите звонит неизвестный и сообщает о местонахождении Алёши. Разыскав его, Рита приводит любимого домой. Яя поначалу категорически против такого решения. Позже в отсутствие Риты она ближе знакомится с Алёшей, играет с ним сначала на раздевание, а потом — на желания. Проиграв, она выполняет его желание и занимается с ним сексом. За всё это время Яя убеждается в распутности и эгоизме молодого человека, в том, что Рита ему не нужна, и пытается в этом убедить подругу, которая по-прежнему любит Алёшу. Между девушками происходит ссора, и Рита уходит к Алёше, разорвав с Яей отношения. Имея на руках заработанную крупную сумму, Рита предлагает Алёше вернуть долг. Но тот спускает все деньги на рулетке и, сообщив, что ему унизительно находиться рядом с ней, высокоморальной девушкой, бросает её.
Тем временем Яя приходит к кредитору Алёши, своему начальнику, и просит его наказать должника, при этом умоляя не трогать Риту. Так как Алёша исчез вновь, кредитор вместе со своими подчинёнными наносит визит Рите и требует вернуть деньги, угрожая отрезать Яе уши. Рита едет к Свинье и просит о помощи. Между бандами глухих и слышащих завязывается драка, переросшая в перестрелку, в которой гибнут все бандиты. Дождавшись утра, спасшиеся Яя и оглохшая от выстрела Рита, поняв, что теперь они всегда будут неразлучны, счастливые, уходят вдаль.

## В ролях
- Дина Корзун — Яя
- Чулпан Хаматова — Рита
- Максим Суханов — Свинья
- Никита Тюнин — Алёша (озвучивает Сергей Безруков)
- Александр Яцко — кредитор
- Алексей Горбунов — поставщик товара
- Павел Поймалов — Мао
- Сергей Юшкевич — Нуна
- Ярослав Бойко — бандит
- Иван Рыжиков — эпизод

## Съёмочная группа
- Авторы сценария: Юрий Коротков, Валерий Тодоровский
- Режиссёр-постановщик: Валерий Тодоровский
- Оператор-постановщик: Юрий Шайгарданов
- Художник-постановщик: Сергей Иванов
- Композитор: Алексей Айги
- Продюсеры: Сергей Ливнев, Илья Неретин

## Фестивали и премии
- 1998 — Национальная премия кинокритики и кинопрессы «Золотой Овен»: Лучший фильм года (Валерий Тодоровский, Сергей Ливнев), Лучшая музыка к фильму (Алексей Айги), Лучшая актриса года (Дина Корзун), Лучшая роль второго плана (Максим Суханов)
- 1998 — Премия «Ника»: Лучшая женская роль (Дина Корзун), Лучшая роль второго плана (Максим Суханов), Лучшая работа звукорежиссёра (Глеб Кравецкий)
- 1998 — КФ «Виват кино России!» в Санкт-Петербурге: Гран-при (Валерий Тодоровский)
- 1998 — КФ русских фильмов в Онфлере: Приз за лучший сценарий (Юрий Коротков)
- 1998 — МКФ «Звезды завтрашнего дня» в Женеве: Приз за лучшую женскую роль, Приз прессы «Лучшей актрисе» (Дина Корзун)
- 1998 — МКФ «Лістапад» в Минске: Приз жюри кинопрессы «За лучшую женскую роль» (Дина Корзун), Гран-при «Золото „Лістапада“» (Валерий Тодоровский)
- 1998 — МКФ в Сиэтле: Приз за лучший фильм в номинации «Новые режиссёры» (Валерий Тодоровский)
- 1998 — МКФ молодого кино «Кинофорум»: Приз «Открытие года» (Дина Корзун), Приз «Серебряный гвоздь» (Валерий Тодоровский)
- 1999 — КФ «Созвездие» в Твери: Специальное упоминание жюри (Максим Суханов)

Участие в кинофестивалях
- 1998 — МКФ в Берлине (Германия)
- 1998 — МКФ в Чикаго (США)
- 1998 — МКФ в Бельфоре (Франция)
- 1999 — МКФ в Брюсселе (Бельгия)
- 2000 — КФ русских фильмов «Юниверкино» в Нанте (Франция)
- 2003 — КФ русских фильмов «Юниверкино» в Нанте (Франция)
- 2010 — КФ «Москва, Санкт-Петербург: два лица России» в Париже (Франция)
- 2010 — МКФ в Сиэтле (США)